# موتور حرارتی ترموآکوستیک

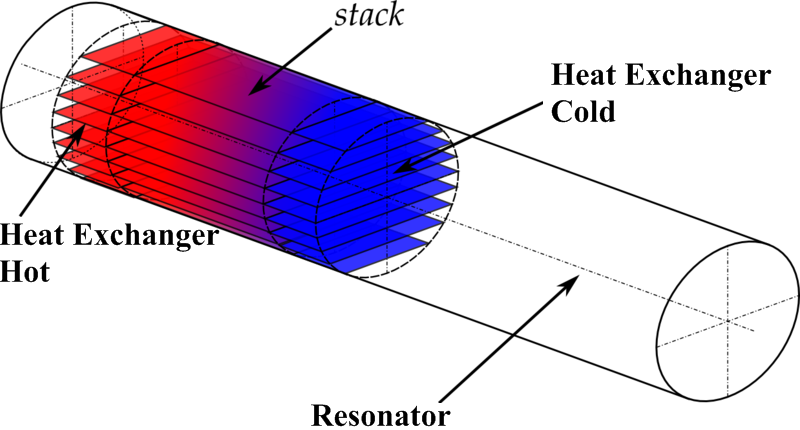
یک طرح‌واره از یک موتور حرارتی ترموآکوستیک. مبدل الکتروآکوستیک (به عنوان مثال یک بلندگو) در این تصویر نشان داده نمی‌شود.

موتورهای ترموآکوستیک (به انگلیسی:Thermoacoustic engines که گاهی "موتورهای TA" نیز نامیده می‌شوند) دستگاه‌های ترموآکوستیکی هستند که از امواج صوتی با دامنه بالا برای پمپاژ حرارت از یک مکان به مکان دیگر (این کار نیاز به کاری دارد که توسط یک بلندگو ارائه می‌شود) یا از اختلاف حرارت برای تولید کار در شکل امواج صوتی (این امواج را می‌توان به همان روشی که میکروفون کار می‌کند به جریان الکتریکی تبدیل کرد) استفاده می‌کنند.
این دستگاه‌ها را می‌توان به گونه ای طراحی کرد که از موج ساکن یا موج سیار استفاده کنند.
در مقایسه با سیستم‌های تبرید تراکم-بخار، یخچال‌های ترموآکوستیک فاقد مایع خنک‌کننده و قطعات متحرک کمی هستند (به استثنا بلندگو)، بنابراین نیازی به آب‌بندی دینامیکی یا روان‌کاری ندارند.
توانایی گرما در تولید صدا توسط دمنده‌های شیشه و قرن‌ها پیش مورد توجه انسان‌ها بوده‌است.